# Robin Ramírez
Robin Ariel Ramírez González (Ciudad del Este, 11 novembre 1989) è un calciatore paraguaiano, attaccante del River Plate.

## Caratteristiche tecniche
Attaccante di movimento, poco dotato fisicamente, è stato però descritto come molto ordinato tatticamente e in possesso di un'ottima velocità ed intelligenza. Per caratteristiche fisiche e tecniche, è stato paragonato al suo compatriota Salvador Cabañas.

## Carriera
Il 14 dicembre 2012 viene ufficializzato il suo ingaggio da parte della squadra messicana dei Pumas, con l'obiettivo di riportare la squadra nella Liguilla dopo 3 tornei di assenza.

## Statistiche

### Cronologia presenze e reti in Nazionale
| Cronologia completa delle presenze e delle reti in nazionale ― Paraguay | Cronologia completa delle presenze e delle reti in nazionale ― Paraguay | Cronologia completa delle presenze e delle reti in nazionale ― Paraguay | Cronologia completa delle presenze e delle reti in nazionale ― Paraguay | Cronologia completa delle presenze e delle reti in nazionale ― Paraguay | Cronologia completa delle presenze e delle reti in nazionale ― Paraguay | Cronologia completa delle presenze e delle reti in nazionale ― Paraguay | Cronologia completa delle presenze e delle reti in nazionale ― Paraguay |
| Data                                                                    | Città                                                                   | In casa                                                                 | Risultato                                                               | Ospiti                                                                  | Competizione                                                            | Reti                                                                    | Note                                                                    |
| ----------------------------------------------------------------------- | ----------------------------------------------------------------------- | ----------------------------------------------------------------------- | ----------------------------------------------------------------------- | ----------------------------------------------------------------------- | ----------------------------------------------------------------------- | ----------------------------------------------------------------------- | ----------------------------------------------------------------------- |
| 25-05-2011                                                              | Resistencia                                                             | Argentina                                                               | 4 – 2                                                                   | Paraguay                                                                | Amichevole                                                              | -                                                                       | 71’                                                                     |
| 03-09-2011                                                              | Panama                                                                  | Panama                                                                  | 0 – 2                                                                   | Paraguay                                                                | Amichevole                                                              | 1                                                                       | 74’                                                                     |
| 07-09-2011                                                              | San Pedro Sula                                                          | Honduras                                                                | 0 – 3                                                                   | Paraguay                                                                | Amichevole                                                              | -                                                                       | 61’                                                                     |
| 08-10-2011                                                              | Lima                                                                    | Perù                                                                    | 2 – 0                                                                   | Paraguay                                                                | Qual. Mondiali 2014                                                     | -                                                                       | 55’                                                                     |
| Totale                                                                  |                                                                         | Presenze                                                                | 4                                                                       |                                                                         | Reti                                                                    | 1                                                                       |                                                                         |